# Peter Kreuder

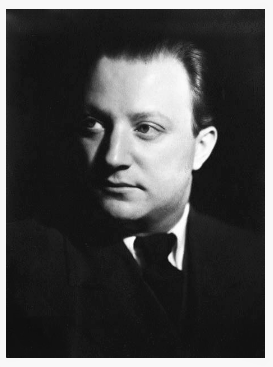
Kreuder 1935

Peter Kreuder, född 18 augusti 1905 i Aachen, död 28 juni 1981 i Salzburg, var en tysk-österrikisk pianist, kompositör, kapellmästare och dirigent. Han är gravsatt i Münchner Ostfriedhof med gravnummer 55-19-2.
Kreuder debuterade som pianist redan vid 6 års ålder. Han studerade musik i München, Wien, Hamburg och Köln. Efter studierna medverkade han i kabaréer tillsammans med Marlene Dietrich och Greta Keller. 
Han var under 1930-talet en av de mest anlitade schlagerkompositörerna i Tyskland och han blev mycket populär i Sverige i slutet av 1930-talet när han genomförde ett flertal landsomfattande konsertturnéer. 
1939, året för andra världskrigets utbrott, emigrerade han till Sverige och spelade här med en egen ensemble, där bland andra altviolinisten och tonsättaren Ebbe Grims-land ingick. Han återvände till Tyskland 1941, inför hotet att hans kvarvarande familj riskerade att hamna i koncentrationsläger. 
En dansk tidningsartikel kunde något senare berätta, att Kreuder sökt nytt inresetillstånd till Sverige 1942, men nekats detta. Han befann sig då i Schweiz. Artikeln innehöll också nyheten, att han telegramledes förlovat sig med en italienska. 
Kreuder medverkade i den svenska filmen Romans som distribuerades i det av tyskarna ockuperade Tjeckoslovakien, där Kreuder spelat för soldaterna och var populär. Han bosatte sig i Argentina 1948 där han anställdes som ledare för Argentinas radioorkester. 
Tillsammans med Zarah Leander genomförde han en sydamerikaturné och skrev under 1960-talet två musikaler för henne, Madame Scandaleuse och Lady aus Paris.
I en rättegång mot Hanns Eisler bevisade han att delar av Östtysklands nationalsång Auferstanden aus Ruinen, komponerad av Eisler, byggde på ett tema ur Kreuders melodi "Good bye Johnny" och han erhöll 50-procentig upphovsmannarätt.

## Filmmusik i urval
- 1940 – Romans
- 1939 – Wasser für Canitoga
- 1939 – Opernball
- 1935 – Mazurka

## Filmografi roller
- 1940 – Romans – Peter Kreuder
- 1940 – Peter Kreuder spelar Peter Kreuder Del 2
- 1939 – Peter Kreuder spelar Peter Kreuder Del 1

## Diskografi i urval
- Franz Lehár-melodier, del 1 & 2 – Peter Kreuder, piano
- Bellmaniana, del 1 & 2 / Instrumental – Peter Kreuder, flygel med solister
- Evert Taube-melodier, del 1 & 2  – Peter Kreuder
- Ernst Rolf-melodier, del 1 & 2  – Peter Kreuder
- Peter Kreuder spelar Ralph Benatzky, del 1 & 2 – Instrumental - Peter Kreuder
- Peter Kreuder spelar Paul Lincke, del 1 & 2 – Instrumental - Peter Kreuder
- Peter Kreuder spelar Franz Doelle, del 1 & 2 – Peter Kreuder, flygel
- Peter Kreuder spelar Franz Lehár, del 1 & 2 – Peter Kreuder, flygel